# روی توماس
روی توماس (انگلیسی: Roy Thomas؛ زادهٔ ۲۲ نوامبر ۱۹۴۰) یک پدیدآور اهل ایالات متحده آمریکا است. وی بیشتر برای فعالیتش در انتشارات مارول کمیکس مخصوصاً در انتقام‌جویان، کونان، متجاوزین، مردان-اکس غیرطبیعی، روح سوار، مشت آهنی و آراک، پسر صاعقه شناخته شده‌است.
توماس در سال ۱۹۶۹ موفق به کسب جایزه الی شد. وی همچنین سه بار جایزه شزم (۱۹۷۱، ۱۹۷۳ و ۱۹۷۴) را برای خود کرده‌است.